# Wonderfalls
Wonderfalls è una serie televisiva statunitense in 13 episodi di 45 minuti, creata da Bryan Fuller e Todd Holland, della quale solo 4 episodi sono andati in onda tra il 12 marzo ed il 1º aprile 2004 sulla rete televisiva Fox. Lo show, cancellato per mancanza d'ascolti, è comunque riuscito a crearsi una nicchia di appassionati in America oltre ad un eccellente riscontro da parte della critica, come testimonia la nomination ai prestigiosi WGA Awards ottenuta nel 2005. In Italia, la serie è stata trasmessa da Sky sul canale Fox.

## Trama
Jaye Tyler è una ragazza di 24 anni, disincantata e vagamente narcisista, che lavora come impiegata in un negozio di souvenirs ai piedi delle cascate del Niagara. La sua vita cambia di colpo il giorno che la ragazza si rende conto di poter comunicare con una varietà di oggetti inanimati che le danno consigli (spesso oscuri ed apparentemente controproducenti) su come fare del bene attorno a sé.
La benestante famiglia della protagonista è composta dalla madre Sharon, affettivamente maldestra ed apparentemente fredda anche se a modo suo affezionata alla figlia, il padre Darrin, la timida e spesso inascoltata voce della ragione, la sorella Karen, un'avvocata omosessuale di successo che non capisce Jaye ma corre sempre alla sua difesa, ed il fratello Aaron, l'unico che si convince dei "poteri" della ragazza e cerca di aiutarla come meglio può.
Jaye ha inoltre un'amica del cuore, Mahandra (che spesso le offre consigli ed una spalla su cui piangere), ed è innamorata del barista Eric, che ricambia il sentimento ma non sa come gestire le stranezze della ragazza.

## Cast
- Caroline Dhavernas: Jaye Tyler
- Katie Finneran: Sharon Tyler
- Tyron Leitso: Eric Gotts
- Lee Pace: Aaron Tyler
- William Sadler: Darrin Tyler
- Diana Scarwid: Karen Tyler
- Tracie Thoms: Mahandra McGinty

## Episodi
| Stagione       | Episodi | Prima TV originale | Prima TV Italia |
| -------------- | ------- | ------------------ | --------------- |
| Prima stagione | 13      | 2004               | 2005            |

## Il futuro della serie
Anche se i creatori di "Wonderfalls" avevano pianificato i 13 episodi della prima stagione come un arco narrativo completo e a sé stante (visto che i network americani spesso commissionano una stagione 'corta' di soli 6 o 13 episodi alle nuove serie, riservandosi l'opzione di riconfermare o meno il programma a seconda degli ascolti), gli scrittori dello show avevano già pianificato i due anni successivi del programma. In un'intervista contenuta nel DVD, i creatori del programma spiegano che all'inizio della terza stagione avremmo visto Jaye detenuta in una clinica per malati di mente e ritenuta affetta da una forma di 'sindrome del Salvatore'.

## Commenti
Molti fan dello show ed amanti delle vicissitudini della protagonista, sempre avvincenti e sempre condite di humor pungente e brillante, hanno firmato petizioni e creato siti Internet nel tentativo (vano) di riportare il programma in onda o convincere altri networks ad acquistarlo. I creatori stessi sono alla fine intervenuti ed hanno dichiarato di aver serenamente chiuso il capitolo "Wonderfalls", ringraziando il pubblico e dicendosi comunque soddisfatti.